# Krusvithätta
Krusvithätta (Hemimycena hirsuta) är en svampart som först beskrevs av Tode, och fick sitt nu gällande namn av Rolf Singer 1986. Hemimycena hirsuta ingår i släktet Hemimycena och familjen Mycenaceae.   Inga underarter finns listade i Catalogue of Life.
I den svenska databasen Dyntaxa används istället namnet Hemimycena crispula för samma taxon.  Arten är reproducerande i Sverige.